# Chastrès
Chastrès (en wallon Tchestrè) est une section de la ville belge de Walcourt située en Région wallonne dans la province de Namur. La commune est contiguë du territoire de Thy-le-Château et Gourdinne au nord, de Laneffe et Fraire à l’est, de Walcourt au sud et sud-ouest et de Pry à l’ouest.
C'était une commune à part entière avant la fusion des communes de 1977.

## Étymologie
Le nom de Chastrès trouve son origine dans le mot latin Castricio (loco) signifiant « à l’endroit du petit fort ».

## Évolution démographique
- Source: DGS, 1831 à 1970=recensements population, 1976= habitants au 31 décembre

## Histoire

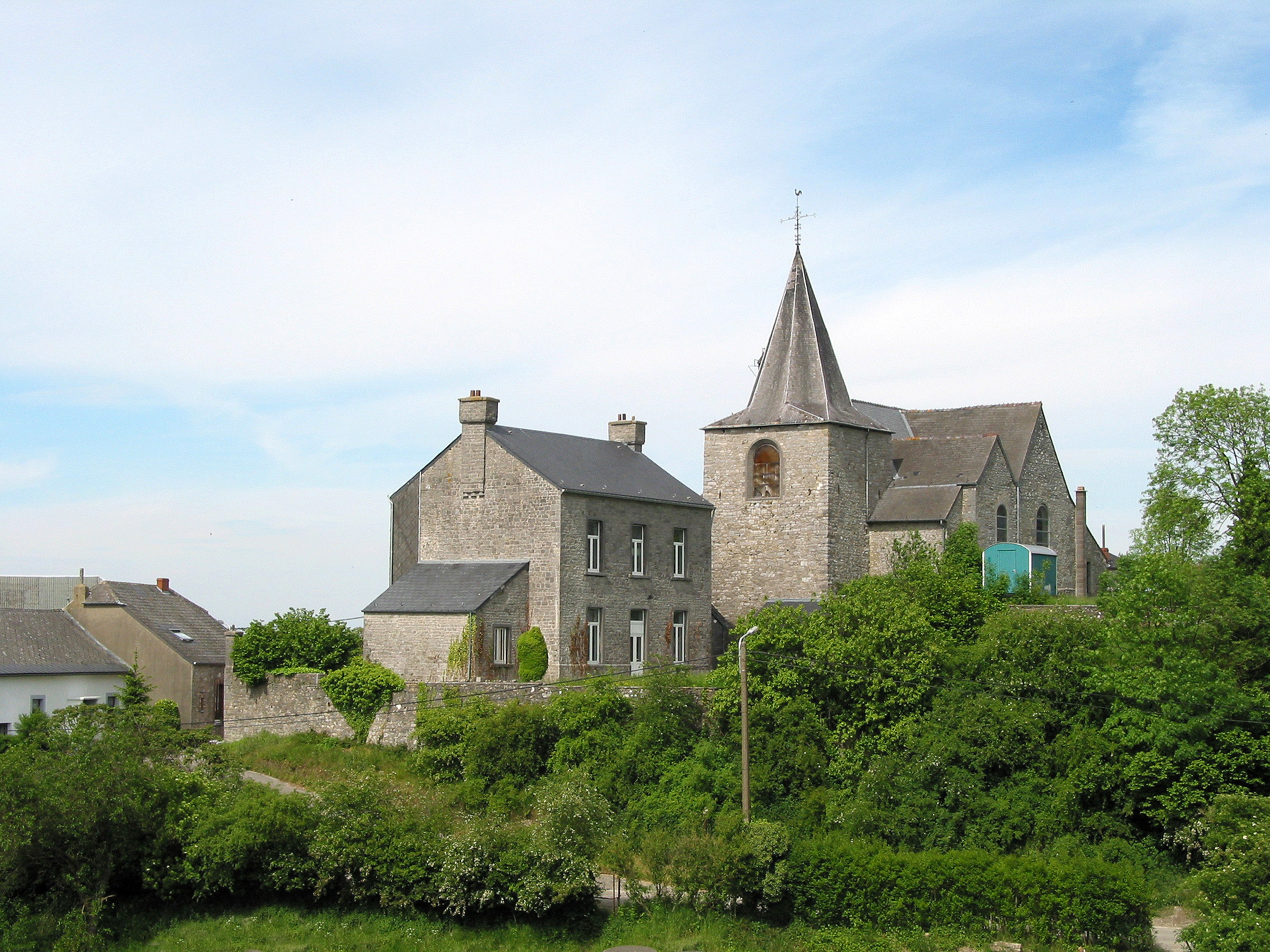
L'église.

Au nord de la commune passe la voie romaine de Bavay à Trèves par Dinant, sur un tracé régional partant de la villa de Péruwez, entre Strée et Rognée, qui enjambe l’Eau d’Heure près du moulin de Thy-le-Château puis traverse la plaine de Tirimont. On a découvert ici des vestiges de bains publics de l'époque romaine, d’une habitation et de bas-fourneaux.
Le domaine de Chastrès figure parmi les biens de l’abbaye de Lobbes en 868 mais la paroisse primitive existait avant 820. Les moines de Lobbes, dans une lettre de 1092 à Otbert, évêque de Liège, se plaignent que les dîmes du lieu leur ont été enlevées. On peut en soupçonner Arnould Ier de Morialmé puisque ses successeurs vont en restituer une partie… En 1216, par contre, deux tiers des dîmes appartiennent à l’abbaye de Florennes et un tiers, cédé par Nicolas de Condé, au chapitre Saint-Jean l’Évangéliste de Liège.
En 1190, le domaine est compris, avec le château de Thy-le-Château, dans la donation de Bauduin Ier, marquis de Namur et comte de Hainaut, en faveur de son frère naturel Guillaume. Dès lors et jusqu’à la fin de l’Ancien Régime, Chastrès est intégré dans la seigneurie de Thy-le-Château, au comté de Namur. Il est détenu successivement par les familles de Thier, de Werchin, de Jeumont, de Melun, de Croÿ et de Ligne.
En 1914 comme en 1940, à l’arrivée des ennemis, le village est pratiquement déserté ; à leur rentrée, les habitants trouvent en 1914 deux cadavres et en 1940, les corps de 5 soldats français, d’une habitante et de 11 civils de la région de Ben Ahin, en exode.
Le 14 mai 1940, pendant la bataille de France, Chastrès est bombardé par la Luftwaffe, tuant notamment plusieurs civils.

### La Bande noire (ou Bande Noire de l'Entre-Sambre-et-Meuse/de Charleroi)
De 1855 à 1861, une association de malfaiteurs, connue sous le nom de la Bande noire, multiplie ses méfaits dans l’Entre-Sambre-et-Meuse mais aussi dans les régions de Nivelles et de Namur.
On crut longtemps, à tort, que Coecke et Goethals, guillotinés à Charleroi le 17 novembre 1860, faisaient partie de ce groupe.
Par contre, deux habitants de Chastrès figuraient au nombre de ces bandits, et non des moindres : d’abord, un des deux chefs de la bande : Jean-Baptiste Boucher, 44 ans, colporteur, né à Gembloux (qui sera exécuté le 29 mars 1862 à Charleroi, sur la place de la Ville-haute) et Léopold Rabet, 29 ans, journalier, né et demeurant à Chastrès : c’est ce dernier qui a été à la base, malgré lui, de l’arrestation de ses compagnons malfaisants.
En effet, une circonstance fortuite révèle l’existence de la bande. Rabet, qui avait toujours à sa disposition des pièces d’or et des pièces de 5 francs, recherche en mariage une veuve Poncelet, de Philippeville.
Un soir qu’il se trouve chez elle, la veuve veut prendre au moyen d’un crochet le cercle de son poêle qu’elle a mis sous un coffre; elle ramène un pistolet à deux coups, armé; elle en témoigne son étonnement à Rabet qui explique la nécessité de se défendre la nuit contre les voleurs qui parcourent les campagnes.
Quelques jours plus tard, elle apprend de la bouche même de son compagnon qu’il a un secret, que celui-ci pouvait être bon ou mauvais mais qu’il serait toujours bon pour eux et qu’il le lui confierait après son mariage.
La veuve se décide quant à elle d’éclaircir cette étrange affaire. Elle insiste donc auprès de lui à plusieurs reprises et notre homme finit par lui avouer qu’il appartient à une bande de voleurs. Il lui donne même tous les détails d’un vol à main armée qu’il a commis avec les autres, non loin de là, à Villers-le-Gambon pendant la nuit du 5 au 6 août 1860, mais il ne veut à aucun prix lui faire connaître ses complices.
La veuve sait maintenant à quoi s‘en tenir, elle congédie Rabet et confie à une amie ce qu’elle vient d’apprendre. Bien sûr, arrive ce qui devait arriver : un brigadier de gendarmerie apprend la rumeur qui se répand petit à petit et interroge bientôt la veuve et son amie.
Un mandat d’amener est bientôt lancé contre le malfaiteur qui est arrêté le 9 avril 1861 au moment où il se dirige vers la frontière; il a sur lui des pièces d'or et d’argent.
Le procès de ladite bande se déroule aux Assises de Hainaut à Mons du lundi 23 décembre 1861 au 8 janvier 1862. Dans ses arrêtés, le tribunal ordonne que le jugement soit affiché dans les rues des localités où se sont déroulés les exploits de ces bandits.
Le Musée de Cerfontaine a publié un cahier à ce sujet : La Bande Noire de l'Entre-Sambre-et-Meuse (cahier n° 210 24 pages 1998, avec d'autres articles)— suivi de deux petits chapitres : Exécution capitale de JB Boucher et d 'Auguste Leclercq (Charleroi 29 mars 1862) et Les exécutions capitales en Hainaut (au nombre de 12 de 1842 à 1862; article de 1936).

## Patrimoine et folklore

### Patrimoine architectural
L’église — dédiée à saint Martin — est un édifice gothique du XVIe siècle, précédé d'une tour romane du XIIe siècle. Elle conserve plusieurs tombes anciennes dont celles de membres d’une famille de maîtres de forges, les Desmanet, dont le 1er membre connu (1540-1608) a été mayeur du lieu. Une confrérie est érigée en 1632 en l'honneur de saint Roch.
Il existe, au milieu d’un parc, une grotte de N-D de Lourdes de 13 m de profondeur sur 11 m de large, construite en 1882.
La chapelle Notre-Dame des Affligés, située dans le lieu-dit « Aux Splingues », construite en 1859 en style néo-classique.

### Folklore
La marche Saint-Roch — Au début du XXe siècle, Mgr Heylen, évêque de Namur de 1899 à 1941, trouve que ces défilés de militaires qui accompagnent les processions n’ont plus rien de religieux et qu’ils sont devenus des parties de plaisir; il décide donc de les supprimer. Beaucoup de villages passent outre à cette interdiction mais à Chastrès, l’antique marche militaire sort pour la dernière fois en 1912. Ce n’est qu’en 1974, qu’elle renaît de ses cendres et qu’elle s’inscrit à nouveau dans le folklore de l’Entre-Sambre-et-Meuse.

## Économie
L’agriculture et l’élevage ont été de tout temps à la base de l’activité économique du village. Au XVIIIe siècle, une tannerie et une manufacture d’étoffes de laine procurent du travail aux habitants. Depuis 1990, il existe une zone artisanale importante ou Parc d’Activité Économique — qui compte une cinquantaine d’entreprises en bordure de la N 978 à 2,5 km de la N 5.

## Vie associative et enseignement
- La vie associative et culturelle y est très intense avec son club de tennis de table, sa brocante annuelle (durant le mois de mai), son Théâtre du Tabouret (théâtre de marionnettes).

- Une école primaire qui a lancé une expérience d'immersion en néerlandais.

## Vie associative